# Браунс, Улдис
У́лдис Бра́унс (латыш. Uldis Brauns; 19 декабря 1932, Лутриньская волость, Гольдингенский уезд, Латвия — 13 января 2017, Айзкраукле, Латвия) — советский и латышский оператор, кинорежиссёр документального и игрового кино. Заслуженный деятель искусств Латвийской ССР (1982).

## Биография
Родился в крестьянской семье. В 1953 году окончил Салдусский зооветеринарный техникум. Киноискусство изучал в Москве на операторском факультете ВГИКа (мастерская Л. Косматова, 1959) и Высших режиссёрских курсах (1968). Работал фотокорреспондентом в Историческом музее Латвийской ССР (1959—1961). Перешёл на Рижскую киностудию (1961), оператор и режиссёр документальных фильмов.
Один из самых поэтичных авторов латвийской кинодокументалистики. Дебютная работа «Белые колокольчики» (1961) была награждена на кинофестивалях в Москве, Оберхаузене (ФРГ) и Сан-Франциско (1963), входит в Культурный канон Латвии. Полнометражный документальный фильм 1967 года «235 000 000» построен на контрасте личной судьбы отдельно взятого человека и глобальной картины жизни страны. Фильм был отмечен критикой и награждён на Всесоюзном кинофестивале (1968).
Снимал глубокие, философские ленты о проблемах планетарного масштаба, близкие киноязыку Дзиги Вертова, и динамичные репортажные фильмы, такие как документальный обзор пражского хоккейного чемпионата 1972 года.
Автор единственного своего игрового фильма, снятого в жанре роуд-муви, — «Лето мотоциклистов» (1975), редкого для советского кинематографа молодёжного манифеста эпохи рубежа 1960—1970-х годов, романтической истории первой любви, снятой на фоне бесконечной дороги.
Член Союза кинематографистов (1962). Заслуженный деятель искусств Латвийской ССР (1982). Автор фотоальбома Zeme atceras (1989).
В 2003 году награждён офицерским крестом ордена Трёх звёзд.
В 2008 году режиссёр Агрис Редович снял документальный фильм «Улдис Браунс» из цикла «Киностолетие Латвии».

## Фильмография

### Документальные фильмы
- 1958 — «Берег» / Krasts — режиссёр, оператор
- 1961 — «Белые колокольчики» / Baltie zvani — оператор
- 1961 — «Начало» / Sākums — режиссёр, оператор
- 1962 — «Постройка» / Celtne — режиссёр, оператор
- 1962 — «Рабочий» / Strādnieks — режиссёр, оператор
- 1963 — «Опыт передовиков в заготовке леса» / Pirmrindnieku pieredze meža darbos — оператор
- 1963 — «Лето» / Vasara — режиссёр, оператор
- 1967 — «235 000 000» / 235 000 000 — режиссёр, оператор
- 1972 — «Чемпионат Мира и Европы по хоккею в Праге, 1972» / Pasaules un Eiropas čempionāts hokejā — Prāga-1972 — режиссёр, оператор, сценарист
- 1977 — «Путешествие на землю» / Ceļojums uz zemi — режиссёр, сценарист
- 1979 — «Хроника нашей жизни» / Mūsu dzīves hronika — режиссёр, сценарист
- 1981 — «Моя земля, мир моей любви» / Mana zeme, manas mīlestības pasaule — режиссёр, сценарист
- 1982 — «Капитан Заур Садых-заде» / Kapteinis Zaurs Sadih-Zade — режиссёр, сценарист
- 1987 — «Звёздные часы нашей жизни» / Mūsu dzīves zvaigžņu stundas — режиссёр, сценарист
- 2007 — «Прощай, XX век!» / Ardievu, XX gadsimt! — режиссёр

### Художественный фильм
- 1975 — Лето мотоциклистов / Motociklu vasara — режиссёр